# Vasil Panajotov
Vasil Kostadinov Panajotov (in bulgaro Васил Костадинов Панайотов?; Goce Delčev, 16 luglio 1990) è un calciatore bulgaro, centrocampista del Černo More Varna.

## Palmarès

### Club

#### Competizioni nazionali
- Supercoppa di Bulgaria: 1

Levski Sofia: 2009